# チェンバーズ・ストリート駅 (IRTブロードウェイ-7番街線)
チェンバーズ・ストリート駅（チェンバーズ・ストリートえき、英語: Chambers Street）はマンハッタン区のフィナンシャル・ディストリクトとトライベッカに跨がるチェンバーズ・ストリートとウェスト・ブロードウェイの交差点に位置するニューヨーク市地下鉄IRTブロードウェイ-7番街線の駅である。1系統および2系統が終日、3系統が深夜を除く終日停車する。

## 歴史
最初に開業した路線のタイムズ・スクエア-42丁目駅から分岐し、34丁目-ペン・ステーション駅まで南へ向かう、IRTブロードウェイ-7番街線のシャトルは1917年に開業した。このシャトル路線は1918年7月1日にサウス・フェリー駅まで延伸された。チェンバーズ・ストリート駅はこの延伸区間に開業した駅の一つである。チェンバーズ・ストリート駅からウォール・ストリート駅を結ぶより短いシャトルも運行していた。新しい"H"システムが1918年8月1日に開業し、ブロードウェイ-7番街線のタイムズスクエア駅より北の区間と、新しい延伸区間がサウスフェリー駅またはブルックリンへと繋がれた。一方、42丁目を通る旧IRT路線は今日の42丁目シャトルとなった。

## 駅構造
| G          | 地上階                                     | 出入口 |
| M          | 改札階                                     | 改札口、駅員詰所、メトロカード自動券売機 (ハドソン・ストリート-チェンバーズ・ストリート交差点北西角)                                |
| P ホーム階 | 北行緩行線                                 | ← ヴァン・コートラント・パーク-242丁目駅行き（フランクリン・ストリート駅）                                                          |
| P ホーム階 | 島式ホーム、到着番線に応じた側のドアが開く | |
| P ホーム階 | 北行急行線                                 | ← ウェイクフィールド-241丁目駅行き（深夜帯以外：14丁目駅、深夜帯：フランクリン・ストリート駅） ← ハーレム-148丁目駅行き（14丁目駅） |
| P ホーム階 | 南行急行線                                 | → ブルックリン・カレッジ駅行き（パーク・プレイス駅）→ ニューロッツ・アベニュー駅行き（パーク・プレイス駅）→                         |
| P ホーム階 | 島式ホーム、到着番線に応じた側のドアが開く | |
| P ホーム階 | 南行緩行線                                 | → サウス・フェリー駅行き（WTCコートランド駅）→                                                                                      |

当駅は島式ホーム2面4線を有する。1系統は緩行線を、2系統および3系統は急行線を走行する。当駅の南側では2系統および3系統は東にカーブして支線に入り、パーク・プレイス駅、フルトン・ストリート駅、ウォール・ストリート駅に停車後ブルックリン区方面に向かう。1系統は終点のサウス・フェリー駅まで南進し続ける。
当駅の北側には上下線ともに両渡り線があり、深夜に緩行線を走行する2系統は当駅の北で急行線に転線しブルックリン区方面へ向かう。なお、パーク・プレイス駅がすぐそばに位置するため当駅の南側には渡り線はない。これらの分岐器はアメリカ同時多発テロ事件によりサウス・フェリー支線が不通になった影響で1系統が3系統の代わりにブルックリン区方面行きになり、当駅に停車する全列車がマンハッタン区内で各駅停車として運行された際にも利用された。
2007年から2009年にかけて行われた改修工事でエレベーターが設置され（ホームと改札階を結ぶエレベータ2基、改札口と通りを結ぶエレベータ1基）、ADA準拠となった。

## 駅周辺
- ワールドフィナンシャルセンター
- ワールド・トレード・センター・サイト
- ボロウ・オブ・マンハッタン・コミュニティ・カレッジ
- スタイヴェサント高校
- ニューヨーク・ロー・スクール

## ギャラリー

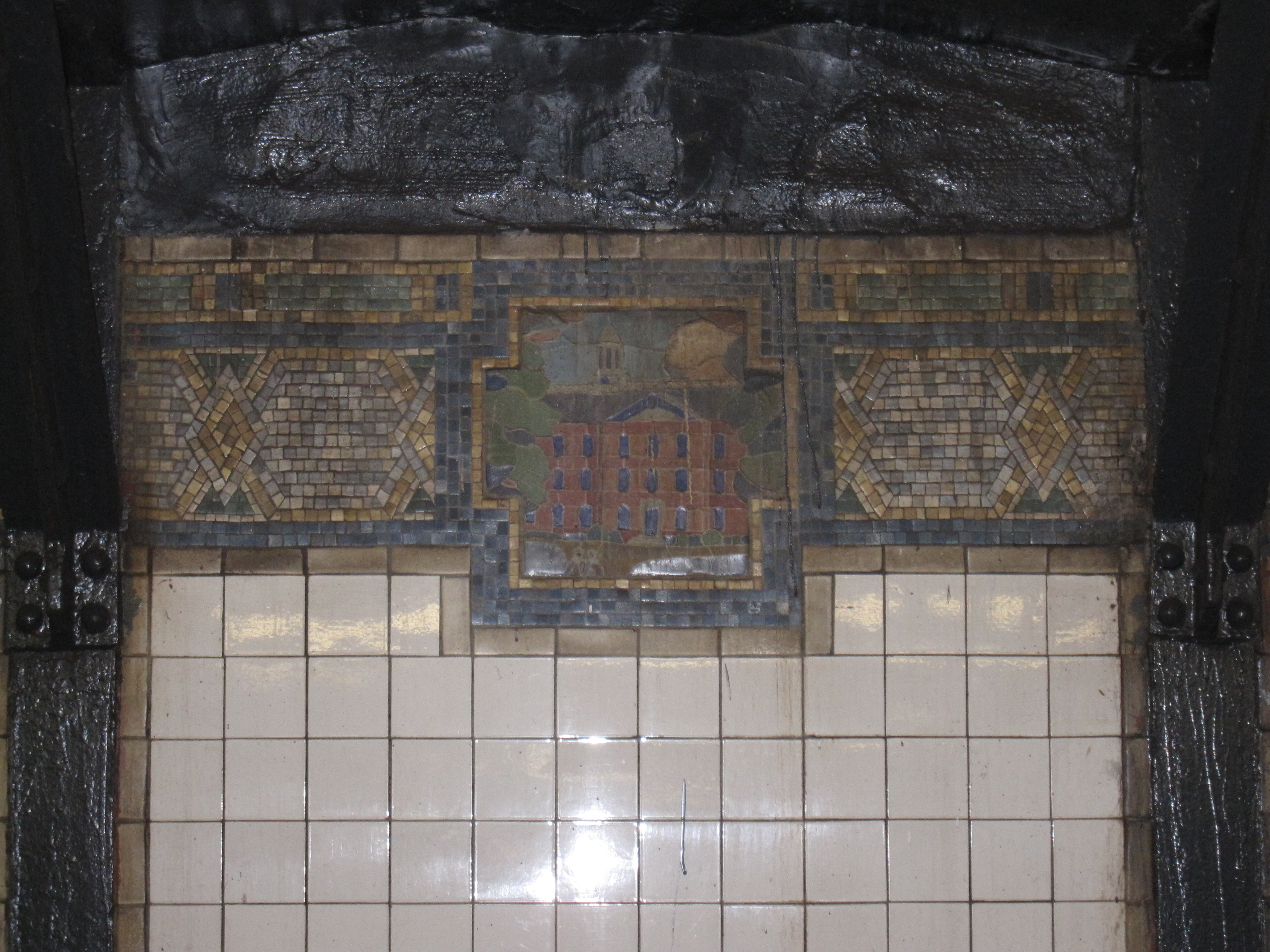
かつてパーク・プレイスの角周辺にあったキングス・カレッジ（後のコロンビア大学）の初代校舎が描かれた銘板
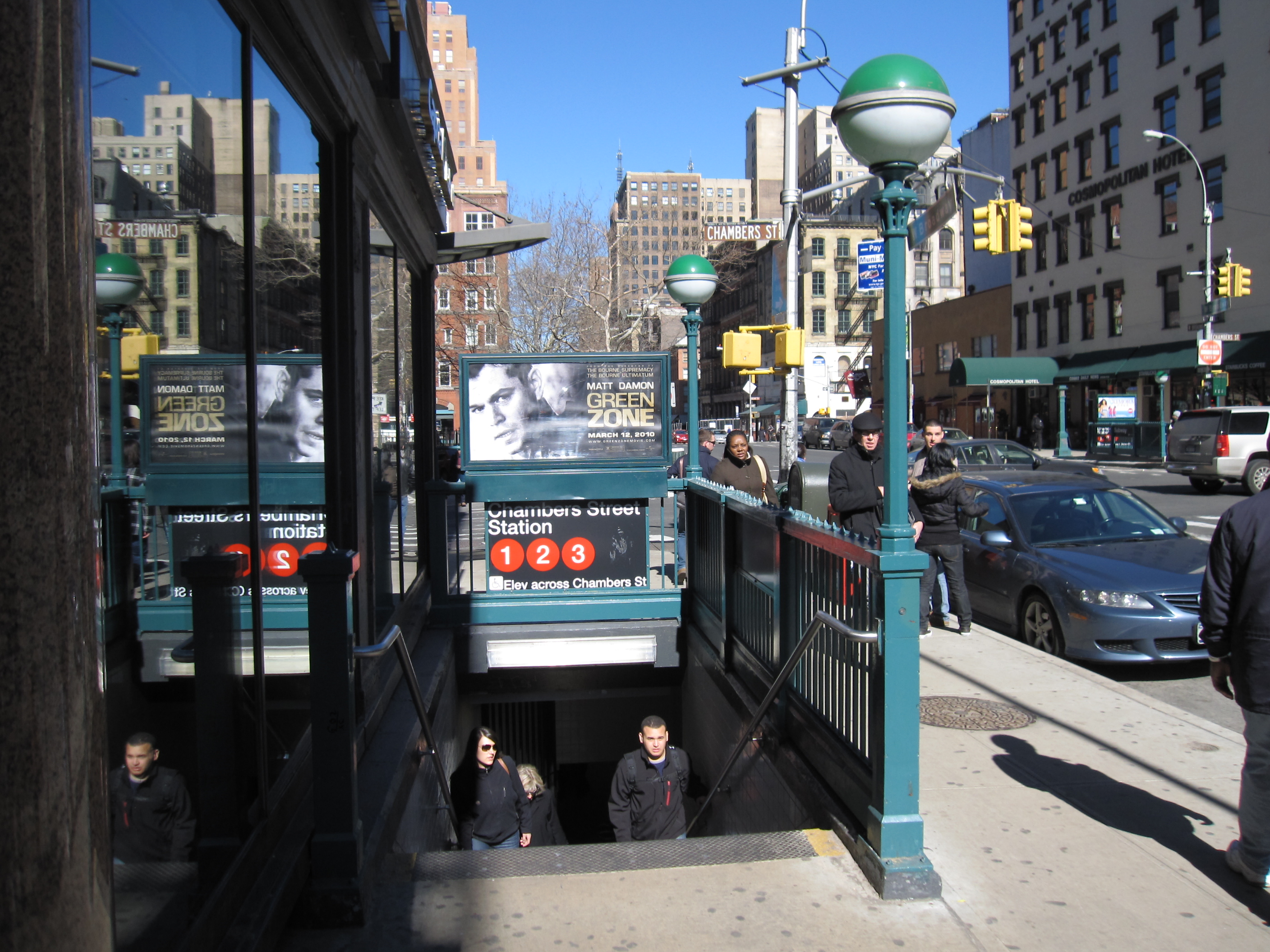
チェンバーズ・ストリートとウェスト・ブロードウェイの交差点にある出口

## 関連資料
- Stokey, Lee (1994). Subway Ceramics: A History and Iconography. ISBN 978-0-9635486-1-0.